# シキミ目
シキミ目 (Illiciales) は被子植物の目のひとつで、シキミ科をタイプ科とするもの。分類体系によって含まれる科は異なる。

## 分類

### クロンキスト体系
クロンキスト体系ではモクレン亜綱の目であり、2科を含む。
被子植物門 Magnoliophyta
双子葉植物綱 Magnolliopsida
モクレン亜綱 Magnoliidae
シキミ目 Illiciales
- シキミ科 Illiciacieae
- マツブサ科 Schisandraceae

### ダールグレン体系
ダールグレン体系でもシキミ目は認められており、モクレン上目の中に入れられている。属する科はクロンキストと同じである。
被子植物綱 Magnoliopsida
双子葉植物亜綱 Magnoliidae
モクレン上目 Magnoliinae
シキミ目 Illiciales
- シキミ科 Illiciaceae
- マツブサ科 Schisandraceae

### その他の体系
新エングラー体系ではシキミ科とマツブサ科は共にモクレン目に属す。
APG植物分類体系では2科はアウストロバイレヤ目に属する。